# Promachus transvaalensis
Promachus transvaalensis är en tvåvingeart som beskrevs av Hobby 1933. Promachus transvaalensis ingår i släktet Promachus och familjen rovflugor. Inga underarter finns listade i Catalogue of Life.